# Überlingerinnen in Festtagstracht

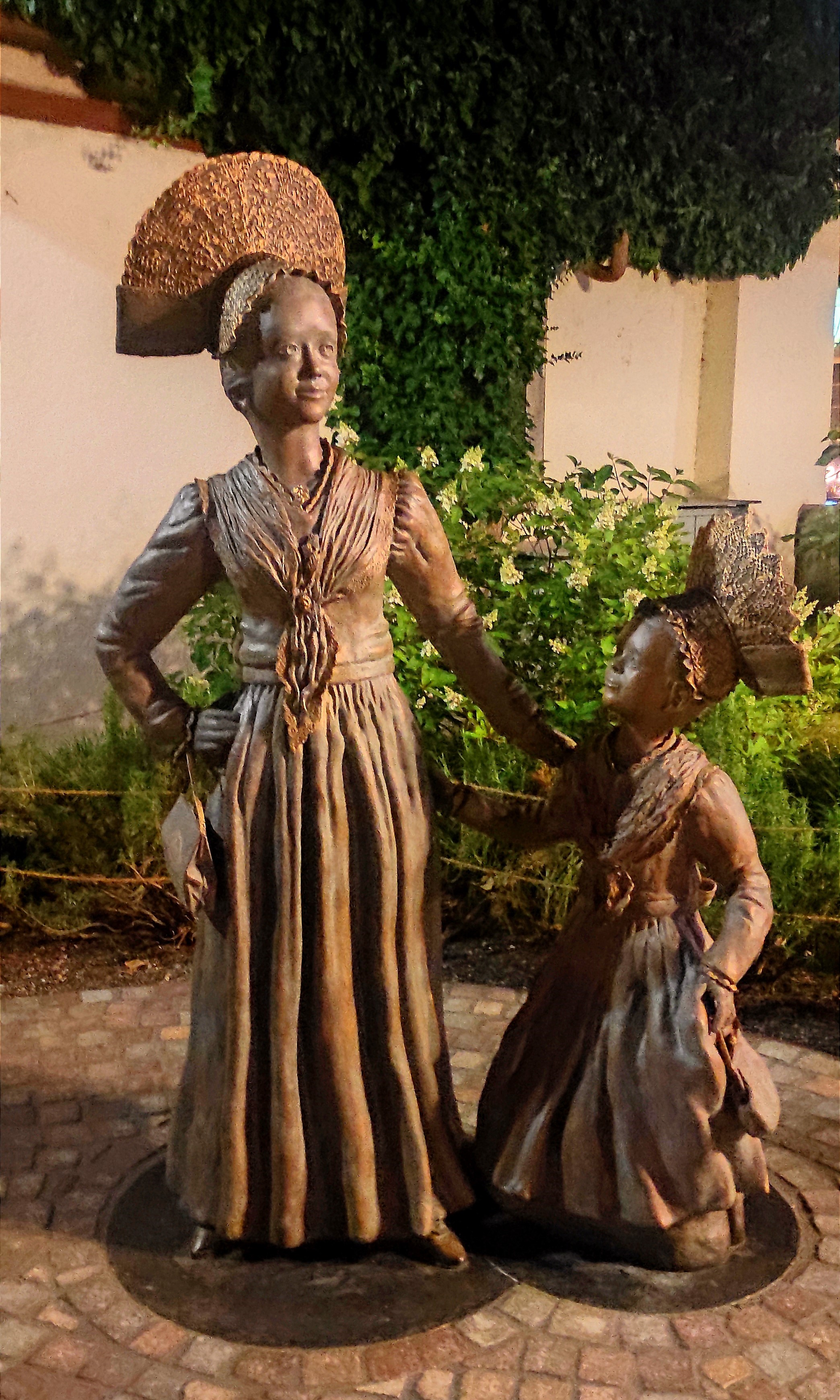
Skulptur „Überlingerinnen in Festtagstracht“

Überlingerinnen in Festtagstracht sind zwei Bronzeskulpturen, die von der Diplom-Bildhauerin Daniela Einsdorf geschaffen wurden. Die lebensgroße Frauenskulptur in Tracht und in Begleitung der Skulptur eines Trachtenmädchens wurde am 14. Mai 2023 in Überlingen im Anschluss an die historische Schwedenprozession mit einem Festakt eingeweiht. Sie stehen mitten in der Stadt vor dem Münster St. Nikolaus (Überlingen) und neben dem historischen Rathaus. Die Überlinger Tracht ist eine städtische Festtagstracht und stammt aus der Zeit des beginnenden 19. Jahrhunderts. Die Zierde der Tracht ist die goldene oder silberne Bodensee-Radhaube. Sie ist das bestimmende Element bei der Frauentracht, die in verschiedenen Varianten rund um den Bodensee getragen wird. Sie besteht aus dem Steg, der am Kopf anliegt, dem Bödele, das den Hinterkopf bedeckt, der Radform und einer Bandgarnierung aus Moireeband sowie einer weißen Spitze um den Steg. Die Trachten werden neben der Schwedenprozession auch bei vielen offiziellen Empfängen der Stadt Überlingen getragen.

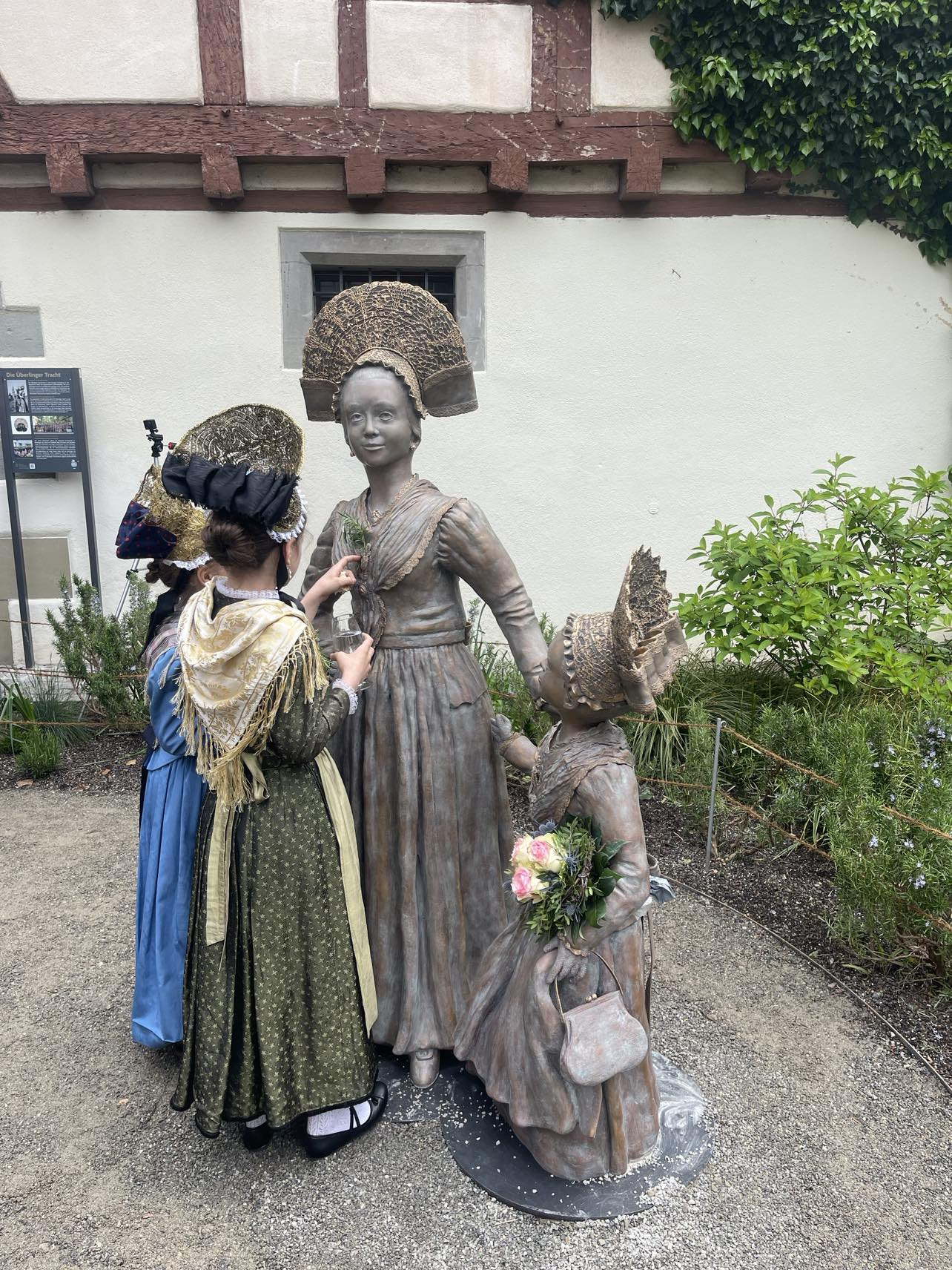
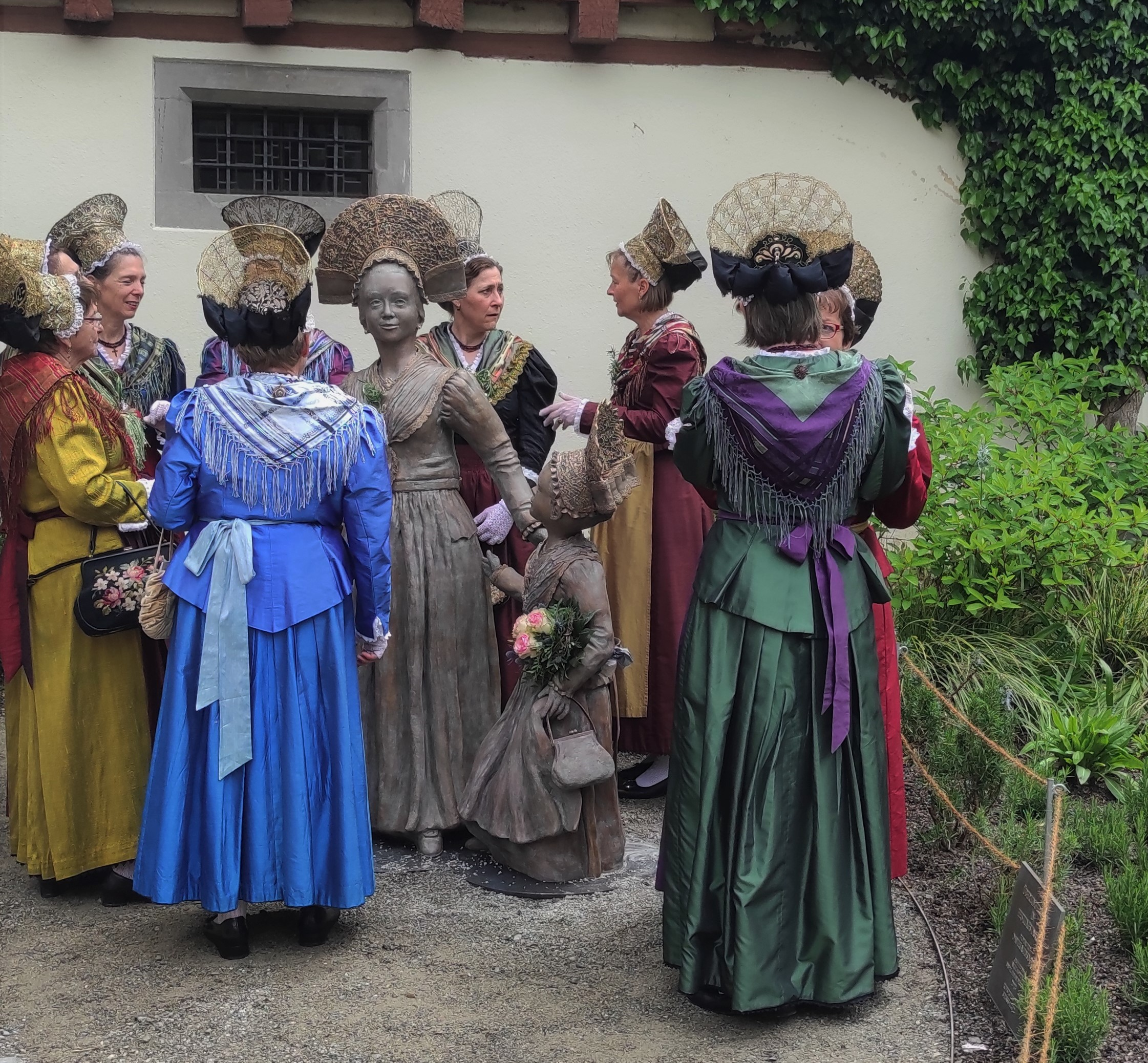